# Terrordådet i Bryssel 2023
Terrordådet i Bryssel 2023 var en islamistisk terrorattack som ägde rum kring kl 19:15 den 16 oktober när, Abdesalem Lassoued, en 45-årig tunisier som bodde illegalt i Bryssel, Belgien, öppnade eld mot svenska fotbollssupportrar i korsningen av två boulevarder strax utanför Square Sainctelette och lämnade två döda och en skadad. Offren var på väg till en fotbollsmatch på Kung Baudouin-stadion, där Belgien skulle möta Sverige i kvalspelet till Europamästerskapet i fotboll 2024. Matchen avbröts i halvtid, vid ställningen 1–1.

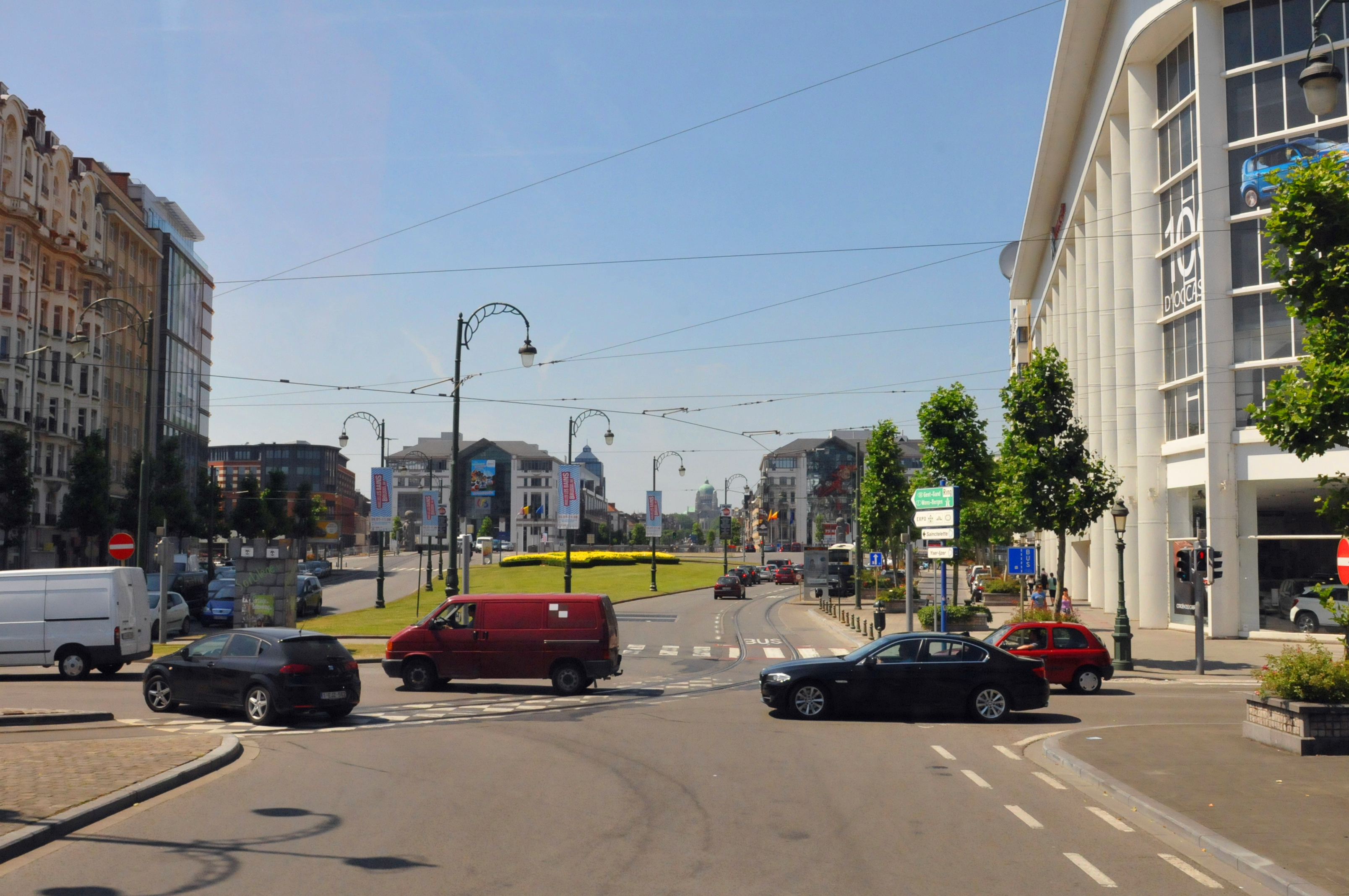
Utsikt över Square Sainctelette i Bryssel. Attacken skedde utanför och i lobbyn till den glasklädda byggnaden i det övre vänstra hörnet.

Dagen därpå, på morgonen den 17 oktober, rapporterades att den misstänkte gärningsmannen, identifierad som den 45-årige tunisiske medborgaren Abdesalem Lassoued, hade blivit skjuten av polisen i Schaerbeek och senare avlidit. Dödsoffren var två svenska män, den ena i 60-årsåldern och den andra i 70-årsåldern, hemmahörande i Stockholmsområdet respektive Schweiz.
Efter terrordådet uppmanade Utrikesdepartementet svenskar i utlandet att inte skylta med sin nationstillhörighet.
SVT:s reporter Ulrika Bergsten sade att terrorattentaten hände i Belgien för att Belgien och Bryssel hade varit fertil mark för att odla terrorism.